# Нара (префектура)
Вижте пояснителната страница за други значения на Нара.
Нара (на японски: 奈良県, по английската Система на Хепбърн Nara-ken, Нара-кен) е една от 47-те префектури на Япония. Нара е с население от 1 425 839 жители (1 април 2005 г.) и има обща площ от 3691,09 км². Едноименният град Нара е административният център на префектурата. Нара е била столица на Япония в периода от 720 г. до 784 г., и този период е останал в историята като периода „Нара“. Древният град е бил построен по модел на тогавашната столица на Китай Чан Ан. Храмовете на Нара запазват влиянието си дори и след преместването на столицата в Хеян-Кьо, а Нара остава известна като Нанто – южната столица, защото новата е на север.
Сред забележителностите в града са множество храма, един шинтоистки, императорският дворец Хейджо, гората Касугама, паркът Нара и доста други. В Нара се намира и най-старият запазен дървен храм в света Хорюдзи.